# Синько Михайло Семенович
Синько́ Миха́йло Семе́нович (нар. 20 листопада 1923 — пом. 13 червня 2009) — радянський військовик, учасник німецько-радянської війни, Герой Радянського Союзу.

## Життєпис
Народився 20 листопада 1923 року в селі Московське, Липоводолинського району, Сумської області в селянській сім'ї. У 1941 році закінчив 9 класів школи в селі Берестівка.
З початком німецько-радянської війни призваний до лав Червоної армії. Направлений на навчання в Харківське артилерійське училище, яке на той час знаходилося в евакуації у Фергані. Учасник бойових дій з січня 1942 року. Воював у складі Центрального і 1-го Білоруського фронтів. Брав участь у битві на Курській дузі, його бойовий шлях проходив через Північну Україну, Білорусь, Німеччину. Війну закінчив під Берліном. Був двічі поранений. За форсування річки Вісла та героїзм, проявлений у боях на Пулавському плацдармі (Польща), Михайлу Семеновичу
Указом Президії Верховної Ради СРСР від 21 лютого 1945 року присвоєно звання Героя Радянського Союзу з врученням ордена Леніна і медалі «Золота Зірка» (№ 6781).
Після війни продовжив службу в лавах ЗС СРСР. У 1946 році закінчив курси вдосконалення офіцерського складу, а у 1963 році — Тбіліське вище артилерійське училище. Служив у Прикарпатському військовому окрузі на посадах командира дивізіону, полку, начальника ракетних військ і артилерії дивізії. Протягом двох років був у відрядженні в Сирійській Арабській Республіці. Звільнився в запас у 1974 році в званні полковника.
Після звільнення з лав Збройних Сил понад 20 років працював у Рівному директором обласної автошколи. Помер останній Герой Радянського Союзу Рівненщини 13 червня 2009 року. Похований на Новому кладовищі у Рівному.

## Нагороди
- Медаль «Золота Зірка» Героя Радянського Союзу (№ 6781)
- Орден Леніна
- Орден Олександра Невського
- Орден Вітчизняної війни 1 ступеня
- Два ордени Червоної Зірки
- Медаль «За бойові заслуги»
- медалі, у тому числі польська — «За Одер, Нісу, Балтику»